# Thomas Vien
Pour l’article homonyme, voir Vien.
Thomas Vien, né le 19 juillet 1881 et mort le 18 novembre 1972, est un avocat et homme politique canadien.

## Biographie

### Études et carrière d'avocat
Né à Lauzon dans la région de Chaudière-Appalaches, M. Vien étudie au Collège militaire royal du Canada situé à Kingston en Ontario et le droit au Collège de Lévis et à l'Université Laval. Devenu membre du Barreau du Québec en 1905, il pratique le droit dans plusieurs firmes d'avocats, dont à titre de partenaire senior de la firme montréalaise, Vien, Paré, Gould et Vien.

### Carrière politique

#### Député
Élu député des Libéraux de Laurier dans la circonscription de Lotbinière en 1917, il sera réélu en 1921. Il ne se représenta pas en 1925. De retour en politique fédérale, il sera élu député libéral de la circonscription d'Outremont en 1935. Réélu en 1940, il démissionna en 1942 pour accepter le poste, offert par le premier ministre William Lyon Mackenzie King, de sénateur de la division de De Lorimier.

#### Sénateur
Devenu sénateur, il sert comme président du Sénat de 1943 à 1945. Âgé de 87 ans, il démissionne de son poste de sénateur en 1968. Il meurt quatre ans plus tard à Montréal à l'âge de 91 ans.

## Vie privée
Son gendre, Robert-Benoît Major, est député fédéral d'Argenteuil de 1968 à 1972.